# Raman Chibsah
Yussif Raman Chibsah (Accra, 10 marzo 1993) è un calciatore ghanese, centrocampista del Ceahlăul.

## Caratteristiche tecniche
È un regista che, all'occorrenza, può giocare anche da interno di centrocampo. Dotato di un gran fisico, fa della potenza e dell'esplosività le sue armi migliori, ma è dotato anche di una discreta tecnica e di una buona visione di gioco.

## Carriera

### Club

#### Esordio e promozione con il Sassuolo
Cresciuto nel vivaio di Bechem United e Sassuolo, il 31 agosto del 2011 viene acquistato dalla Juventus, giocando nella formazione Primavera e vincendo il Torneo di Viareggio nel 2012.
Il 17 agosto 2012 passa al Parma in compartecipazione (alla Juve viene data la metà del portiere Anacoura), venendo immediatamente girato in prestito al Sassuolo.
Con la formazione nero-verde, guidata da Di Francesco, gioca 28 partite mettendo a segno 2 gol (contro Varese e Virtus Lanciano) e contribuendo alla prima storica promozione in Serie A della formazione emiliana.

#### Esordio in Serie A con i neroverdi e prestiti a Frosinone e Benevento
Terminato il prestito al Sassuolo ritorna al Parma che, il 19 giugno 2013, risolve a proprio favore la comproprietà e aggrega il giocatore in prima squadra.
Tuttavia, il 22 agosto 2013 torna al Sassuolo con la formula della compartecipazione, esordendo nella massima serie il 23 settembre nella partita contro l'Inter (0-7). Nelle sue prime due stagioni in massima serie non trova alcuna rete e colleziona 26 presenze totali.
Il 6 luglio 2015 viene ufficializzato il trasferimento con la formula del prestito secco al Frosinone. Colleziona 22 presenze nella massima serie.
Passa poi in prestito in Serie B al Benevento il 15 luglio 2016, dove risulta essere uno dei principali artefici della prima storica promozione in Serie A della squadra sannita, con 5 gol più uno nel playoff.

#### Serie A con il Benevento e ritorno al Frosinone
Il 17 settembre 2017, gioca la prima partita in Serie A con i giallorossi per tutti i novanta minuti nella sconfitta contro il Napoli, avvenuta per 6-0. Colleziona 14 presenze totali nella prima metà di stagione.
Il 15 gennaio 2018 torna ufficialmente al Frosinone, ancora una volta con la formula del prestito con obbligo di riscatto in caso di promozione in serie A. Al termine della stagione, vista la conquista della massima serie dopo la vittoria dei play-off, viene riscattato dai ciociari.
Il 28 ottobre dello stesso anno, trova la prima rete in Serie A, nella vittoria dei ciociari per 3-0 in trasferta contro la SPAL.

#### Passaggio in Turchia
Nell'agosto 2019, passa a titolo definitivo al Gaziantep FK, con cui firma un contratto triennale. Segna la sua prima rete nella Super Lig turca il 14 settembre successivo, nella partita vinta per 3-2 in casa contro il Beşiktaş.

#### Bochum
Il 18 settembre 2020 firma per il Bochum.

#### Apollōn Smyrnīs
Il 2 febbraio 2022 viene ceduto all'Apollōn Smyrnīs.

### Nazionale
Dopo aver giocato nella formazione Under-20, nell'agosto del 2013 viene convocato dal ct Kwesi Appiah in nazionale maggiore. Esordisce in nazionale, il 14 agosto successivo, nell'amichevole contro la Turchia, entrando al 60º minuto al posto di Mohammed Rabiu. Nel 2015 ha giocato una partita per l'Under-23.

## Statistiche

### Presenze e reti nei club
Statistiche aggiornate al 3 dicembre 2023.
| Stagione         | Squadra          | Campionato       | Campionato | Campionato | Coppe nazionali | Coppe nazionali | Coppe nazionali | Coppe continentali | Coppe continentali | Coppe continentali | Altre coppe | Altre coppe | Altre coppe | Totale | Totale |
| Stagione         | Squadra          | Comp             | Pres       | Reti       | Comp            | Pres            | Reti            | Comp               | Pres               | Reti               | Comp        | Pres        | Reti        | Pres   | Reti   |
| ---------------- | ---------------- | ---------------- | ---------- | ---------- | --------------- | --------------- | --------------- | ------------------ | ------------------ | ------------------ | ----------- | ----------- | ----------- | ------ | ------ |
| 2012-2013        | Sassuolo         | B                | 28         | 2          | CI              | 0               | 0               | -                  | -                  | -                  | -           | -           | -           | 28     | 2      |
| 2013-2014        | Sassuolo         | A                | 18         | 0          | CI              | 1               | 0               | -                  | -                  | -                  | -           | -           | -           | 19     | 0      |
| 2014-2015        | Sassuolo         | A                | 8          | 0          | CI              | 3               | 0               | -                  | -                  | -                  | -           | -           | -           | 11     | 0      |
| Totale Sassuolo  | Totale Sassuolo  | Totale Sassuolo  | 54         | 2          |                 | 4               | 0               |                    | -                  | -                  |             | -           | -           | 58     | 2      |
| 2015-2016        | Frosinone        | A                | 22         | 0          | CI              | 1               | 0               | -                  | -                  | -                  | -           | -           | -           | 23     | 0      |
| 2016-2017        | Benevento        | B                | 36+5       | 5+1        | CI              | 1               | 0               | -                  | -                  | -                  | -           | -           | -           | 42     | 6      |
| 2017-gen. 2018   | Benevento        | A                | 14         | 0          | CI              | 0               | 0               | -                  | -                  | -                  | -           | -           | -           | 14     | 0      |
| Totale Benevento | Totale Benevento | Totale Benevento | 50+5       | 5+1        |                 | 1               | 0               |                    | -                  | -                  |             | -           | -           | 56     | 6      |
| gen.-giu. 2018   | Frosinone        | B                | 16+3       | 1          | CI              | 0               | 0               | -                  | -                  | -                  | -           | -           | -           | 19     | 1      |
| 2018-2019        | Frosinone        | A                | 32         | 1          | CI              | 1               | 0               | -                  | -                  | -                  | -           | -           | -           | 33     | 1      |
| Totale Frosinone | Totale Frosinone | Totale Frosinone | 48+3       | 2          |                 | 1               | 0               |                    | -                  | -                  |             | -           | -           | 52     | 2      |
| 2019-2020        | Gaziantep        | SL               | 24         | 1          | TK              | 4               | 1               | -                  | -                  | -                  | -           | -           | -           | 28     | 2      |
| 2020-2021        | Bochum           | 2BL              | 10         | 1          | CG              | 1               | 0               | -                  | -                  | -                  | -           | -           | -           | 11     | 1      |
| 2021-2022        | Apollōn Smyrnīs  | SLE              | 7+6        | 0+0        | -               | -               | -               | -                  | -                  | -                  | -           | -           | -           | 13     | 0      |
| 2022-2023        | Ionikos          | SLE              | 9          | 0          | KE              | 1               | 0               | -                  | -                  | -                  | -           | -           | -           | 10     | 0      |
| 2023-2024        | Folgore Caratese | SD               | 13         | 1          | -               | -               | -               | -                  | -                  | -                  | -           | -           | -           | 13     | 1      |
| Totale carriera  | Totale carriera  | Totale carriera  | 237+14     | 13+1       |                 | 12              | 1               |                    | -                  | -                  |             | -           | -           | 264    | 14     |

### Cronologia presenze e reti in nazionale
| Cronologia completa delle presenze e delle reti in nazionale ― Ghana | Cronologia completa delle presenze e delle reti in nazionale ― Ghana | Cronologia completa delle presenze e delle reti in nazionale ― Ghana | Cronologia completa delle presenze e delle reti in nazionale ― Ghana | Cronologia completa delle presenze e delle reti in nazionale ― Ghana | Cronologia completa delle presenze e delle reti in nazionale ― Ghana | Cronologia completa delle presenze e delle reti in nazionale ― Ghana | Cronologia completa delle presenze e delle reti in nazionale ― Ghana |
| Data                                                                 | Città                                                                | In casa                                                              | Risultato                                                            | Ospiti                                                               | Competizione                                                         | Reti                                                                 | Note                                                                 |
| -------------------------------------------------------------------- | -------------------------------------------------------------------- | -------------------------------------------------------------------- | -------------------------------------------------------------------- | -------------------------------------------------------------------- | -------------------------------------------------------------------- | -------------------------------------------------------------------- | -------------------------------------------------------------------- |
| 14-8-2013                                                            | Istanbul                                                             | Turchia                                                              | 2 – 2                                                                | Ghana                                                                | Amichevole                                                           | -                                                                    | 60’                                                                  |
| 10-9-2013                                                            | Saitama                                                              | Giappone                                                             | 3 – 1                                                                | Ghana                                                                | Amichevole                                                           | -                                                                    |                                                                      |
| Totale                                                               |                                                                      | Presenze                                                             | 2                                                                    |                                                                      | Reti                                                                 | 0                                                                    |                                                                      |

## Palmarès

### Competizioni giovanili
- Torneo di Viareggio: 1

Juventus: 2012

### Competizioni nazionali
- Campionato italiano di Serie B: 1

Sassuolo: 2012-2013
- Campionato tedesco di seconda divisione: 1

Bochum: 2020-2021